# Gmina Brighton (hrabstwo Cass)

Położenie Gminy Brighton w hrabstwie Cass

Gmina Brighton (ang. Brighton Township) – gmina w USA, w stanie Iowa, w hrabstwie Cass. Według danych z 2000 roku gmina miała 377 mieszkańców.